# Wilkes-Barre/Scranton Knights
Wilkes-Barre/Scranton Knights var ett amerikanskt juniorishockeylag som spelade i North American Hockey League (NAHL) mellan 2015 och 2020. Laget i sig grundades dock 2007 och anslöt sig 2010 till Atlantic Junior Hockey League (AtJHL), blev senare Eastern Hockey League (EHL), efter att Binghamton Jr. Senators hade flyttats från Binghamton i New York till Pittston i Pennsylvania och blivit Knights. Samma år grundades Dawson Creek Rage för spel i NAHL, dock blev det bara två säsonger där innan laget lades ner. 2015 köpte Knights ägare rättigheterna till Rage och flyttade Knights från EHL till NAHL. År 2020 flyttades Knights till Danbury i Connecticut och blev Danbury Jr. Hat Tricks.
De spelade sina hemmamatcher i inomhusarenan Revolution Ice Centre i Pittston i Pennsylvania. Knights vann aldrig någon Robertson Cup, som delas ut till det lag som vinner NAHL:s slutspel.
Knights fostrade inte någon nämnvärd spelare.